# Blauvelt
Blauvelt ist ein Hamlet und Census-designated place innerhalb von Orangetown. In dem Ort südlich von Nyack leben knapp 6.000 Einwohner.
Der Name des Ortes leitet sich bereits im 17. Jahrhundert von der Familie der Nachkommen Pieter Blauwvelds, einem niederländischen Seehändler, ab.
In den 1970er Jahren nahmen hier in den 914 Sound Studios etwa Bruce Springsteen, Dusty Springfield, Ramones, Janis Ian, Blood, Sweat & Tears und Melanie Musikalben auf.